# Hortense Powdermaker
Hortense Powdermaker (24 de diciembre de 1900 - 16 de junio de 1970) fue una antropóloga estadounidense conocida por sus estudios etnográficos de los afroamericanos en la América rural y de Hollywood.

## Infancia y formación
Powdermaker nació en una familia judía y pasó su infancia entre Reading, Pensilvania y Baltimore, Maryland. Estudió historia y humanidades en Goucher College y se graduó en 1921. Trabajó como sindicalista para los Amalgamated Clothing Workers pero se sintió insatisfecha con las perspectivas del movimiento sindical estadounidense en medio de la represión de las Palmer Raids. Dejó los Estados Unidos para estudiar en la London School of Economics (LSE), donde conoció al eminente antropólogo Bronisław Malinowski, quien la convenció de emprender un curso de estudios de doctorado. Mientras estuvo en la LSE,  también trabajó bajo la influencia de otros antropólogos reconocidos AR Radcliffe-Brown, EE Evans-Pritchard y Raymond Firth.
Powdermaker completó su doctorado en "liderazgo en la sociedad primitiva" en 1928. Al igual que sus contemporáneos, trató de identificar su trabajo antropológico con un pueblo "primitivo" y realizó un trabajo de campo entre los Lesu de Nueva Irlanda en la actual Papua Nueva Guinea ( Life in Lesu: The Study of a Melanesian Society in New Ireland. Williams y Norgate, Londres 1933).

## Trayectoria
Después de regresar a los Estados Unidos, Powdermaker fue invitada al Instituto de Relaciones Humanas de Yale apoyado por la Fundación Rockefeller. El director Edward Sapir le animó a aplicar métodos de campo etnográficos al estudio de las comunidades en su propia sociedad. Permaneció en Yale entre 1930 y 1937, tiempo durante el cual realizó un trabajo de campo antropológico en una comunidad afroamericana en Indianola, Mississippi, en 1932-34 ( After Freedom: A Cultural Study In the Deep South, 1939). En 1938 comenzó a trabajar en Queens College de Nueva York y fundó los departamentos de Antropología y Sociología en los que trabajó durante tres décadas.
Investigaciones posteriores dieron como resultado Hollywood, the Dream Factory (1950), el primer y todavía único estudio antropológico sustancial de la industria cinematográfica. Después trabajó documentando la industria minera y el consumo de medios estadounidenses en Rhodesia del Norte (Copper Town: Changing Africa, 1962). Su último libro, las memorias Stranger and Friend: The Way of an Anthropologist (1966), fue su relato personal de su carrera antropológica.
En 1968, Hortense Powdermaker se retiró del Queens College y se trasladó a Berkeley, donde permaneció comprometida con el trabajo de campo etnográfico. Murió dos años después de un infarto. En su memoria, el edificio en el campus de Queens College que alberga los departamentos de Antropología y Sociología (junto con otras disciplinas de las ciencias sociales) lleva su nombre.

## Principales publicaciones

#### After Freedom
Su estudio de Indianola, Mississippi, publicado como After Freedom, fue uno de los primeros estudios de la cultura estadounidense moderna realizado por una antropóloga, así como uno de los primeros estudios académicos sobre una comunidad interracial. Este estudio se llevó a cabo entre 1932 y 1934 y es de particular importancia  para ella porque completó con éxito la observación participante. Fue la fuente de su teoría pionera sobre la adaptación psicológica que sufren las personas negras y las personas blancas debido a su entorno interracial.

### Hollywood, the Dream Factory
La mayoría de las personas fuera del campo de la antropología conocen a Powdermaker por su estudio de Hollywood. Hollywood, the Dream Factory, publicado en 1950, se considera uno de los estudios  antropológicos sobre Hollywood más relevantes.

### Cooper Town: Changing Africa
Para escribir Copper Town, Powdermaker tuvo que superar algunas dificultades. Fue criticada por muchos antropólogos sociales que objetaron su uso de conceptos psicológicos así como su falta de "preparación lingüística". Sin embargo, es un trabajo importante sobre los efectos del cine en la cultura africana presentado con perspectiva antropológica.
Este trabajo fue publicado en 1962 en Estados Unidos. Analiza la implicación directa que tuvo el cine, o el “bioscopio” como lo llamaban los rodesianos del Norte, en las personas que acudían a él.
El cine fue introducido en África por los gobiernos coloniales a mediados del siglo XX. Hubo numerosos estudios sobre los efectos del cine en la población africana y este trabajo de Powdermaker fue un estudio etnográfico de los efectos en Rodesia del Norte específicamente.
Uno de los puntos principales de su trabajo fue explicar la confusión que experimentaba la población africana al ver películas occidentales. Uno de ellos era su comprensión de la actuación, cómo el concepto no se entendía en su mayor parte y, como resultado, cada vez que un actor o actriz “moría” en una película y reaparecía en otra, generaba desconcierto.
Esto formó parte de un problema más amplio de censura de películas en África. Los gobiernos coloniales de la época estaban comenzando a censurar las películas destinadas al público africano por temor a que cierto contenido pudiera inspirarles a desafiar a los propios gobiernos. Powdermaker examina el contenido de las películas y explica cómo algunos de esos contenidos eran a menudo criticados por los africanos debido a diferencias culturales como los besos y el uso de armas, cuyos malentendidos llevaron a una falta de respeto por el funcionariado europeo. Este conflicto de valores culturales, a su vez, amenazó al orden colonial que utilizó la censura cinematográfica como un medio para evitar que los africanos se levantaran contra ellos.

### Stranger and Friend
Stranger and Friend, publicado en 1966, es una comparación de sus cuatro estudios etnográficos y proporciona una idea de su propia comprensión de sus obras. Este libro es muy apreciado en la comunidad antropológica por su comprensión de la propia disciplina.